# Alfonso Caso
Alfonso Caso y Andrade (Mexico-Stad, 1 februari 1896 – aldaar, 30 november 1970) was een Mexicaans archeoloog en jurist.
Caso studeerde filosofie, recht en archeologie aan de Nationale Autonome Universiteit van Mexico (UNAM). Aan de UNAM doceerde hij epistemologie, etnografie en Mexicaanse archeologie. Van 1933 tot 1934 was hij directeur van het Nationaal Museum voor Antropologie en van 1944 tot 1945 rector van de UNAM, waar hij de organische wet doorvoerde die de universiteit volledige autonomie verschafte.
Bekende ontdekkingen van Caso zijn zijn opgravingen in Monte Albán, in het bijzonder Tombe Zeven, waarin verschillende goudstukken en offerandes zijn gevonden. Ook leidde hij verschillende opgravingen van Mixteekse vindplaatsen. Caso stelde een chronologie op van Monte Albán en ontcijferde Mixteekse codices. Caso was van mening dat de studie van de oude Mexicaanse beschaving een belangrijke methode was om de culturele wortels van Mexico te ontdekken. Caso geldt als een van de zeven wijzen van Mexico.
- Bibsys: 99040113
- Biblioteca Nacional de España: XX968006
- Bibliothèque nationale de France: cb121594405 (data)
- CiNii: DA07885959
- Gemeinsame Normdatei: 116467681
- International Standard Name Identifier: 0000 0001 0892 859X
- Library of Congress Control Number: n80105055
- Nationale Bibliotheek van Tsjechië: jx20080306002
- Nationale bibliotheek van Australië: 35663329
- Nationale Bibliotheek van Israël: 987007276166205171
- Nederlandse Thesaurus van Auteursnamen: 071610324
- SNAC: w6ht2qp5
- Système universitaire de documentation: 030113318
- Trove: 1032158
- Virtual International Authority File: 44337742
- WorldCat: E39PBJjxqPg96cTRwctjj6mWXd